# Luis Santibáñez
Óscar Luis Santibáñez Díaz, más conocido como Luis Santibáñez (Antofagasta, 7 de febrero de 1936-Santiago, 5 de septiembre de 2008)  fue un periodista y director técnico de fútbol chileno. Obtuvo cuatro campeonatos de Primera División, dos en Segunda División y uno en la Serie A de Ecuador, siendo el entrenador de fútbol chileno con más títulos, 7 campeonatos. 
Con cuatro títulos de Primera División a su haber, es uno de los técnicos más destacados de la historia del fútbol chileno, solo siendo superado por Luis Álamos y Arturo Torres, con cinco títulos cada uno. Posteriormente, el argentino Claudio Borghi logró equiparar los cuatro campeonatos obtenidos por Santibáñez en la década de 1970.
Es recordado además por su verborrea y disputas con los medios de comunicación, como con ciertos periodistas como Marcelo Araya, Julio Salviat, Raúl Hernán Leppe, Edgardo Marín, Milton Millas y Julio Martínez, entre otros, que lo llevaron a tener el apodo de Locutín.

## Trayectoria
En 1953, a los 15 años, participó en un curso de entrenadores dictado en Antofagasta por el entrenador húngaro Máximo Garay. Luego, tomó otro curso esta vez dictado por Luis Tirado, extécnico de la Selección Chilena. A los 16 años tuvo su primera experiencia como Director Técnico, dirigiendo al Seleccionado Amateur de Antofagasta, donde era llamativo verlo dirigir a jugadores bastante mayores a él. 
Dirigió dos años a los cadetes de Palestino, para después dedicarse un par de años al periodismo en Antofagasta, en el «Diario El Norte» de dicha ciudad escribió apasionados artículos que firmaba como "Luisandi", volviendo a dirigir los cadetes de Unión San Felipe, y como ayudante del entrenador del primer equipo Ulises Ramos, luego trabajó como Gerente de Trasandino. También tomó parte del curso dictado por Fernando Riera con motivo del Mundial de 1962. Luego vuelve a dirigir a la Selección Amateur de Antofagasta, que en ese entonces buscaba ingresar al fútbol profesional chileno.
Inició su carrera profesional como entrenador de Antofagasta Portuario, con el cual alcanzó la décima posición de la Segunda División. Sus planes de ascender no lograron llevarse a cabo, por lo que emigró nuevamente a Trasandino, esta vez como entrenador en 1968, después en 1969 viajó al Norte Grande de Chile para dirigir a Coquimbo Unido.
En 1970, con Unión San Felipe en el ascenso, obtiene el título de campeón de Segunda División, con ese mismo equipo sale campeón en Primera División al año siguiente, siendo en la actualidad el único equipo chileno en lograr ganar ambos títulos de forma consecutiva.
Posteriormente dirige a Unión Española, con quien es campeón las temporadas 1973, 1975 y 1977, además de obtener el subcampeonato de la Copa Libertadores de América en 1975. En 1974, tras la mala campaña en Copa Libertadores, dejó al cuadro hispano por un breve lapso, haciéndose cargo de Deportes Ovalle, más regresó a Unión Española el mismo año 1974. La década de los 70' es recordada hasta el día de hoy como los mejores años de los Rojos de Santa Laura en su historia.
Después de su buen paso en Unión Española, no logra renovar su contrato a fines de 1977, transformándose al siguiente año en el entrenador de O'Higgins, consiguiendo esa misma temporada la primera clasificación de los celestes a la Copa Libertadores de América. Finalizada la participación del conjunto rancagüino en la Copa Libertadores 1979, deja la banca para hacerse cargo de la Selección Nacional, siendo reemplazado en O'Higgins por Orlando Aravena.
En octubre de 1981, en paralelo con su trabajo en la selección chilena, firmó con Universidad Católica un contrato por 5 años, más fue despedido por la pésima campaña del club en el Torneo de 1982. Tras esta campaña, firma con Universidad de Chile en abril de 1983, tras la renuncia del entonces entrenador azul Fernando Riera. Dicha llegada fue con polémica, puesto que Santibáñez asistió a firmar su contrato con el cuadro laico en dependencias de La Moneda. Tras no tener éxito en el cuadro laico, y sin contar con el apoyo de la hinchada azul, termina renunciando a su puesto. Esa misma temporada 1983 regresó por un corto periodo al banco de Unión San Felipe.
En 1984 firma con O'Higgins, en su segundo ciclo, en 1985 dirige a Huachipato, para luego internacionalizar su carrera, dirigiendo al Barcelona Sporting Club de Ecuador, el equipo más popular de dicho país. Allí se consagró campeón en la temporada 1985, clasificando a la Copa Libertadores de América del año siguiente. Luego pasó al Filanbanco, logrando el subcampeonato en 1987, donde además se le recuerda un hecho anecdótico, en un partido del torneo de 1988, puso como centrodelantero al portero Israel Rodríguez; esto fue criticado por la prensa que calificó a Santibáñez como loco e irresponsable. Además, sería en Ecuador donde continuará su carrera en la televisión, siendo panelista de varios programas futbolísticos.
En 1988, tras un período como asesor técnico del cuadro de Lozapenco, donde se vivió un fenómeno deportivo y social que incentivaba la asistencia de 12 000 espectadores por partido al Estadio de Penco, retornó al banco de Unión Española, salvando al cuadro hispano del descenso. En 1989 dirige a Deportes La Serena, cuadro que realizó una gran inversión, lo que llevó a darles el apodo de Los Millonarios. Sin embargo, y pese a lograr ganar el primer tramo del torneo de Primera 1989, finalmente no logró los resultados deseados por la dirigencia, por lo que fue despedido del cuadro granate. En 1990 es Santiago Wanderers que contrata sus servicios en reemplazo de Isaac Carrasco, salvándole también del descenso en la última fecha, más existieron sospechas de soborno en el partido de la última fecha ante Naval. Al año siguiente dirigió a Deportes Temuco, saliendo campeón del torneo de Segunda División de Chile 1991, siendo despedido a la temporada siguiente luego de malos resultados en la Copa Chile 1992 y críticas por su juego defensivo. Sus siguientes pasos reafirmaron su fama de técnico que salvaba equipos del descenso, puesto que en años consecutivos salvó a Everton y Coquimbo Unido de descender a la Segunda División. 
Volvió a dirigir en el extranjero: en Ecuador a Liga Deportiva Universitaria de Portoviejo en 1995, y al cuadro catarí Al Arabi en 2000 el cual dirigió por 6 meses, renunciando tras denunciar la injerencia de directivos del equipo en decisiones técnicas. Además, tuvo una pasada en la década de los '90 como panelista estable del programa Círculo central, como también fue columnista del diario La Segunda.
En 2001, condujo a Deportes Arica en el Torneo de Primera B, salvándole de descender a la tercera categoría del fútbol chileno en la última fecha. Tras una nueva incursión televisiva como panelista del programa de Fox Sports "Hora de Hablar", como un paso como comentarista de partidos del fútbol chileno en Radio Minería, su último equipo en la dirección técnica fue Arturo Fernández Vial en 2005.

## Selección nacional
En 1977, tras las grandes campañas en Unión Española, la Asociación Central de Futbol le pidió al Presidente del conjunto hispano Abel Alonso, que dicho conjunto representara a  la Selección de fútbol de Chile para un partido amistoso ante Escocia, con Santibañez como entrenador, quien nominó a 11 jugadores de Unión Española y 11 jugadores más del medio local. Dicho partido terminó en una derrota 2-4, partido que marcó el último partido de La Roja en el año.
| "Yo siempre dije -y lo repito ahora- que mi mayor anhelo era llegar al Mundial con un equipo competitivo. En otras palabras, un equipo capaz de pararse de igual a igual con cualquiera sin desentonar. Por eso, y porque la situación no ha cambiado -no tendría por que- sigo sosteniendo lo mismo: la selección chilena cumplirá una actuación decorosa, y muy acorde con las aspiraciones y deseos de los chilenos respecto a su equipo".—Santibáñez a Estadio en enero de 1982. |

Dos años después, en mayo de 1979, fue nombrado oficialmente director técnico de la selección, en pos de preparar al cuadro para la Copa América 1979. En dicha competición, comenzó con un empate frente a Venezuela y una derrota como visita frente a Colombia; en ambos partido el periodismo criticó lo defensivo del planteamiento del entrenador. 
En los partidos de vuelta, ambos de local, obtuvo victorias ante Venezuela por 7-0 y 2-0 ante Colombia, clasificando a las semifinales del torneo por diferencia de goles; eliminando en semifinales al campeón vigente Perú, pero perdiendo la final contra Paraguay.
Combinó la dirección técnica de la selección con ser columnista del diario La Tercera y la conducción de un microprograma llamado "El ABC del fútbol" para Televisión Nacional de Chile. Después de clasificar de forma brillante e invicta al Mundial de España 1982, tras empatar ante Ecuador como visita, una victoria en Asunción ante Paraguay, y dos victorias de local ante los mismos equipos, generó una inusitada expectativa por la participación de La Roja en la cita planetaria, donde hasta Santibáñez declaró que  «Nos vamos en el carro de los desconocidos y volveremos en el carro de la victoria».
Pero debido a la mala planificación por parte de Santibáñez y su cuerpo técnico, la que incluyó una eterna concentración de 5 meses, una pretemporada por el norte del país, una inexplicable gira promocional por Europa, una última batería de encuentros amistosos en Santiago previos al regreso de la expedición a tierras asturianas, promesas de puestos seguros a jugadores que no se esforzaron lo suficiente durante los entrenamientos, prescindir de jugadores que estaban teniendo una campaña excelente en Cobreloa como Víctor Merello, entre otros, Chile alcanzó su peor campaña histórica en los mundiales, perdiendo sus tres partidos, obteniendo el puesto 22 de 24 selecciones y no quedó en último lugar en la tabla general gracias a las paupérrimas campañas de El Salvador y Nueva Zelanda. Tras el Mundial, su proceso en la selección finalizó, con 14 victorias, 10 empates y 13 derrotas en un total de 37 partidos Clase "A", dejó su cargo.

### Participaciones en Copas del Mundo
| Mundial                        | Sede   | Resultado     |
| ------------------------------ | ------ | ------------- |
| Copa Mundial de Fútbol de 1982 | España | Primera ronda |

### Participaciones en Eliminatorias Sudamericanas
| Eliminatorias             | Resultado   | Posición         |
| ------------------------- | ----------- | ---------------- |
| Eliminatorias España 1982 | Clasificado | 1º en el Grupo 3 |

### Participaciones en Copa América
| Torneo            | Sede          | Resultado  |
| ----------------- | ------------- | ---------- |
| Copa América 1979 | Sin sede fija | Subcampeón |

#### Estadísticas con la selección de Chile[44]
| Torneo                      | Año       | PJ | PG | PE | PP | GF | GC | DF | Pts | Resultado    | Rendimiento |
| --------------------------- | --------- | -- | -- | -- | -- | -- | -- | -- | --- | ------------ | ----------- |
| Amistosos                   | 1977-1982 | 21 | 7  | 6  | 8  | 24 | 24 | 0  | 20  | -            | 47.62%      |
| Copa América 1979           | 1979      | 9  | 4  | 3  | 2  | 13 | 6  | 7  | 11  | Subcampeón   | 61.11%      |
| Clasificatorias España 1982 | 1981      | 4  | 3  | 1  | 0  | 6  | 0  | 6  | 7   | Clasificado  | 87.5%       |
| Copa Mundial 1982           | 1982      | 3  | 0  | 0  | 3  | 3  | 8  | -5 | 0   | Primera Fase | 0%          |
| Total                       | Total     | 37 | 14 | 10 | 13 | 46 | 38 | 8  | 38  |              | 51.35%      |

| Partidos dirigidos en la selección chilena | Partidos dirigidos en la selección chilena | Partidos dirigidos en la selección chilena | Partidos dirigidos en la selección chilena | Partidos dirigidos en la selección chilena | Partidos dirigidos en la selección chilena |
| N.º                                        | Fecha                                      | Lugar                                      | Rival                                      | Resultado                                  | Competición                                |
| ------------------------------------------ | ------------------------------------------ | ------------------------------------------ | ------------------------------------------ | ------------------------------------------ | ------------------------------------------ |
| 1                                          | 15 de junio de 1977                        | Santiago                                   | Escocia                                    | 2-4                                        | Amistoso                                   |
| 2                                          | 13 de junio de 1979                        | Santiago                                   | Ecuador                                    | 0-0                                        | Amistoso                                   |
| 3                                          | 21 de junio de 1979                        | Guayaquil                                  | Ecuador                                    | 1-2                                        | Amistoso                                   |
| 4                                          | 12 de julio de 1979                        | Santiago                                   | Uruguay                                    | 1-0                                        | Copa Juan Pinto Durán 1979                 |
| 5                                          | 18 de julio de 1979                        | Montevideo                                 | Uruguay                                    | 1-2                                        | Copa Juan Pinto Durán 1979                 |
| 6                                          | 8 de agosto de 1979                        | San Cristóbal                              | Venezuela                                  | 1-1                                        | Copa América 1979                          |
| 7                                          | 15 de agosto de 1979                       | Bogotá                                     | Colombia                                   | 0-1                                        | Copa América 1979                          |
| 8                                          | 29 de agosto de 1979                       | Santiago                                   | Venezuela                                  | 7-0                                        | Copa América 1979                          |
| 9                                          | 5 de septiembre de 1979                    | Santiago                                   | Colombia                                   | 2-0                                        | Copa América 1979                          |
| 10                                         | 17 de octubre de 1979                      | Lima                                       | Perú                                       | 2-1                                        | Copa América 1979                          |
| 11                                         | 24 de octubre de 1979                      | Santiago                                   | Perú                                       | 0-0                                        | Copa América 1979                          |
| 12                                         | 28 de noviembre de 1979                    | Asunción                                   | Paraguay                                   | 3-0                                        | Copa América 1979                          |
| 13                                         | 5 de diciembre de 1979                     | Santiago                                   | Paraguay                                   | 1-0                                        | Copa América 1979                          |
| 14                                         | 11 de diciembre de 1979                    | Buenos Aires                               | Paraguay                                   | 0-0 (0:0) (0:0)                            | Copa América 1979                          |
| 15                                         | 24 de junio de 1980                        | Belo Horizonte                             | Brasil                                     | 1-2                                        | Amistoso                                   |
| 16                                         | 21 de agosto de 1980                       | Montevideo                                 | Uruguay                                    | 0-0                                        | Amistoso                                   |
| 17                                         | 17 de septiembre de 1980                   | Mendoza                                    | Argentina                                  | 2-2                                        | Amistoso                                   |
| 18                                         | 10 de marzo de 1981                        | Santiago                                   | Colombia                                   | 1-0                                        | Amistoso                                   |
| 19                                         | 14 de marzo de 1981                        | Ribeirão Preto                             | Brasil                                     | 1-2                                        | Amistoso                                   |
| 20                                         | 19 de marzo de 1981                        | Bogotá                                     | Colombia                                   | 2-1                                        | Amistoso                                   |
| 21                                         | 19 de abril de 1981                        | Santiago                                   | Perú                                       | 3-0                                        | Amistoso                                   |
| 22                                         | 29 de abril de 1981                        | Santiago                                   | Uruguay                                    | 1-2                                        | Copa Juan Pinto Durán 1981                 |
| 23                                         | 24 de mayo de 1981                         | Guayaquil                                  | Ecuador                                    | 0-0                                        | Clasificatorias España 1982                |
| 24                                         | 7 de junio de 1981                         | Asunción                                   | Paraguay                                   | 1-0                                        | Clasificatorias España 1982                |
| 25                                         | 14 de junio de 1981                        | Santiago                                   | Ecuador                                    | 2-0                                        | Clasificatorias España 1982                |
| 26                                         | 21 de junio de 1981                        | Santiago                                   | Paraguay                                   | 3-0                                        | Clasificatorias España 1982                |
| 27                                         | 5 de julio de 1981                         | Santiago                                   | España                                     | 1-0                                        | Amistoso                                   |
| 28                                         | 15 de julio de 1981                        | Montevideo                                 | Uruguay                                    | 0-0                                        | Copa Juan Pinto Durán 1981                 |
| 29                                         | 5 de agosto de 1981                        | Lima                                       | Perú                                       | 2-1                                        | Amistoso                                   |
| 30                                         | 26 de agosto de 1981                       | Santiago                                   | Brasil                                     | 0-0                                        | Amistoso                                   |
| 31                                         | 23 de marzo de 1982                        | Santiago                                   | Perú                                       | 2-0                                        | Amistoso                                   |
| 32                                         | 30 de marzo de 1982                        | Lima                                       | Perú                                       | 0-1                                        | Copa del Pacífico 1982                     |
| 33                                         | 18 de mayo de 1982                         | Santiago                                   | Rumania                                    | 2-3                                        | Amistoso                                   |
| 34                                         | 21 de mayo de 1982                         | Santiago                                   | Irlanda                                    | 1-0                                        | Amistoso                                   |
| 35                                         | 17 de junio de 1982                        | Oviedo                                     | Austria                                    | 0-1                                        | Copa Mundial 1982                          |
| 36                                         | 20 de junio de 1982                        | Gijón                                      | Alemania                                   | 1-4                                        | Copa Mundial 1982                          |
| 37                                         | 24 de junio de 1982                        | Oviedo                                     | Argelia                                    | 2-3                                        | Copa Mundial 1982                          |

## Polémicas
Conocido por su frase de  «Los partidos se ganan dentro y fuera de la cancha», Santibáñez se llevó a la tumba varias polémicas como entrenador. El técnico indicó que «Lo que vale es el resultado y eso de ganar, gustar y golear, es algo que se consigue muy pocas veces (…) Desde que el futbol es futbol existió la viveza, pretender matar la inspiración del tipo del barrio, de la calle, es un atentado al futbol (…) Como el futbol está lleno de aduladores de la FIFA, todos quieren andar con el cartelito amarillo del ‘fairplay’. Yo no, me cago en el ‘fairplay’». En 1995, señaló que «Nunca hice tonteras, pero sí pillerías».

### Acusaciones de dopaje en Unión San Felipe
En 1971, dirigiendo a Unión San Felipe, Santibáñez salió campeón del torneo de Primera División de Chile 1971, tras ascender el año anterior como campeón de Segunda División, gesta que a la fecha, no ha sido igualada. Sobre este cuadro, Sergio Messen indicó que «(...) cuando Unión San Felipe ganó 2-1 a Colo Colo en el Estadio Nacional (sic), con un gol del Huaso Rafael Henríquez. No es por creerme Eduardo Bonvallet, pero ese equipo de Santibañez estaba absolutamente pichicateado. Y la mejor prueba es que ninguno de esos jugadores duró más de cuatro años».

### Copa América de 1979
Durante la fase de grupos de la Copa América 1979, Chile -dirigido por Santibáñez- recibía a Colombia con la necesidad de ganar para clasificar a la siguiente fase. El equipo chileno logró la victoria por 2 goles a 0 en el Estadio Nacional, con goles de Carlos Caszely y Jorge Peredo, pero la noche anterior Santibáñez en conjunto con la dirigencia chilena, montaron un plan para chantajear a sus rivales.
Los cafeteros se concentraron en el Hotel Carrera, el único de categoría y en el que concentraban las dos delegaciones. A los colombianos se les puso mujeres con el afán de distraer y seducir a los jugadores. Leonardo Véliz señala «y se les puso como anzuelo un grupo de niñas muy bonitas; algunos colombianos agarraron papa la noche previa. Se les tomaron fotos. (...) (En el camarín) Santibáñez pregunta quién se atreve a mostrarle la foto al Negro Zape. Salto yo y le respondo ‘yo me atrevo, don Lucho’. Luego, repitió lo mismo para el caso de José Ernesto Díaz y ahí no recuerdo bien qué jugador aceptó. Mientras que el que tenía que entregarle el banderín con las fotos a Willington Ortiz era el Loco Bonvallet», recordó Véliz. «Ortiz, al ver la foto, le dijo a Eduardo que le pudieron haber tomado más fotos. Claro, el negro venía de un barrio bravo y le dio lo mismo». Los jugadores colombianos Zape y Ortiz reconocieron la triquiñuela.

### Acusaciones de dopaje en O'Higgins
| "Sobre lo del doping resulta que el martes en la final ellos corrian mucho mas que nosotros y todas las sospechas del domingo quedaban para Union (Española). Sobre esto sin embargo, yo reitero algo que es muy simple: para evitar especulaciones implantemos el control antidoping oficial y así todos estaremos tranquilos y no se perderá tiempo en buscar excusas desesperadas. Mucho se me ha criticado por esto que supone una desconfianza en los procedimientos del futbol, pero ahora se demostró que el suspicaz no soy yo solamente..."—Santibáñez a Estadio en diciembre de 1978. |

Según revela el libro Fuera de Juego: Breves Crónicas del fútbol chileno, durante la previa de un partido, Santibáñez dio la formación y la banca, dejando fuera a un jugador brasileño de buen físico y pelo rubio (Mario Baesso), quién cuando supo que no iba ni a la banca, le dijo al técnico «Don Luto, don Luto, ¿qué hago? Ya me tomé la pastillita".

### Apoyo a la dictadura militar
El 26 de agosto de 1980, Santibáñez, como técnico de la selección nacional, junto al capitán Elías Figueroa y una comitiva de 22 deportistas chilenos, entregaron una carta de apoyo a la Junta Militar que debía enfrentarse al plebiscito de 1980.

### Acusaciones de dopaje en la Selección Chilena
En el libro Fuera de Juego: Breves Crónicas del fútbol chileno, Leonel Herrera indicó: «Marco Cornez tiene toda la razón: entre 1979 y 1982 casi te obligaban a doparte en la selección. Jamás acepté tomar una pastilla». El seleccionador nacional en ese periodo era Santibáñez. Lo mismo señaló Eduardo Bonvallet: «en el proceso al Mundial de España 1982 hubo doping».

### Acusaciones de soborno en Universidad Católica
Nunca se logró confirmar, pero en 1982 Santibáñez fue despedido de Universidad Católica por malos resultados, más ciertas fuentes indican que dicho despido se debió a que la dirigencia comprobó un intento de soborno por parte de Santibáñez al cuadro de Rangers de Talca en el Torneo de 1982. El entrenador indicó que «Efectivamente, llamamos a Talca, pero fue para solicitarle a Patricio Mardones, quién estaba a préstamo en Rangers, que volviera a Santiago para irse a una gira con los juveniles». El partido disputado en Talca, terminó con un resultado de 6 goles a 1 a favor del cuadro cruzado.

### Acusaciones debidónen Filanbanco
Durante su estadía en el conjunto ecuatoriano de Filanbanco, Freddy Bravo, dirigido suyo, indicó que Santibáñez utilizaba el truco de bolsas de agua marcadas, es decir, usaba fundas diferentes en el agua que les compartía a sus rivales durante los partidos, estas bolsas contenían agua mezclada con diferentes sustancias, las cuales contenían todo tipo de drogas que producían somnolencia a quienes las consumían.

### Acusaciones de dopaje, soborno ybidónen Unión Española
Como Técnico de Unión Española, durante el Torneo Nacional de 1988, gran parte de la temporada peleó los últimos lugares de la tabla. En la antepenúltima fecha, durante un partido ante Universidad de Chile, Santibáñez nuevamente utilizó bolsas de agua marcadas, es decir, les daba a jugadores del cuadro azul bolsas de las cuales sus dirigidos ninguno tomó, debido a que las mencionadas contenían agua con diazepam, lo que empezó a dormir a los jugadores azules. Por la impericia del cuadro hispano, el partido terminó empatado a un gol. Una de las víctimas fue Cristián Olguín, quien dijo que tras beber agua de las bolsitas se le adormecieron las piernas.En 2023, el capitán azul de dicho partido, Roberto Reynero señaló que Santibáñez le reconoció la treta el año 1992 cuando lo dirigió en Deportes Temuco.
| "Tengo listo los pasajes para irme de vacaciones a Antofagasta la próxima semana".—Santibáñez a Diario La Época en enero de 1989. |

En la última fecha, Unión Española derrotó a Universidad Católica por 3 goles a 1, en un partido donde se instaló la polémica, debido a las acusaciones de soborno que cayeron sobre el cuadro cruzado por parte de jugadores de la U como Héctor Hoffens, Horacio Rivas y Cristián Olguín, que durante el mencionado partido no se jugaba nada (ya se encontraba clasificado a la Liguilla Pre-Libertadores). Jaime Ramírez, miembro del plantel hispano, reconoció que durante ese año Santibáñez junto a su cuerpo técnico, los instó a tomar drogas, para así mejorar el rendimiento físico del equipo, suministrándole cocaína y anfetaminas disueltas en líquido a los futbolistas durante algunos partidos. Además reconoció que durante ese año existió un soborno de Unión Española a algún rival: «Era un partido que Unión necesitaba ganar. Se pagó un dineral para la época. Y resultó perfecto: ganamos». En ese mismo sentido, su compañero René Valenzuela señaló que «cuando bajó la U en 1988 estaba el hombre del maletín, pero eso venía de muchos años atrás».

### Acusaciones de dopaje en Deportes La Serena
En 1989, en un partido clave para el Deportes La Serena, dirigido por Santibáñez, que peleaba la clasificación a la Liguilla Pre-Libertadores de esa temporada. En uno de los partidos finales del año, el técnico sugirió a los jugadores de su plantel que se doparan, asegurando el entrenador que no habría control antidopaje.
Terminado el partido con empate sin goles, contrariamente a lo señalado por el entrenador, hubo control. Uno de los jugadores estalló contra Santibáñez, quien le señaló que se despreocupara, pues no pasaría nada. Se realizó el control y la comisión se retiró a Santiago a través de la carretera con las muestras en el portamaletas. Un automóvil los siguió hasta la comuna de Los Vilos, en donde bajaron del auto para cenar, momento en el que les abrieron la maletera, hurtando el maletín junto a los frascos de orina de los jugadores del cuadro granate.

### Acusaciones de dopaje y soborno en Santiago Wanderers
Durante el torneo nacional de 1990, existieron acusaciones de soborno, las cuales involucraron al cuadro de Santiago Wanderers, dirigido por Santibáñez, que se encontraba peleando por no descender, debiendo ganar en la última fecha ante Naval, partido que terminó con un resultado de 4-1 a favor del cuadro de Valparaíso. Dos semanas después de jugado el partido, los jugadores del cuadro caturro José Gutiérrez y Alejandro Arancibia fueron acusados por los jugadores del cuadro chorero Óscar Lee-Chong y Héctor Roco que los mencionados ofrecieron dinero en efectivo, así como contratos con el cuadro caturro para la siguiente temporada.Gutiérrez señaló haber visitado en su casa de Talcahuano a Lee-Chong, y haberle hecho una oferta para dejarse perder, a modo de broma. Gutiérrez fue castigado por un año sin poder jugar, mientras que Arancibia por 30 fechas y Lee-Chong con amonestación escrita;sin embargo, en junio de 1991 las sanciones a Gutiérrez y Arancibia se redujeron a 15 partidos.
Además se sumó a este hecho que, en la fecha anterior, donde los caturros empataron a 2 goles con Palestino, dos miembros del plantel wanderino arrojaron positivo por Anfetamina en el control antidopaje, el argentino Luis Escobedo y el chileno Nelson Zavala. Ante Naval, no se realizó dicho control. El técnico del cuadro chorero Eduardo de la Barra dijo: «(...) llegamos a ese partido con Wanderers, que venía con Luis Santibáñez. Todos los partidos donde se peleaba algo eran con doping, pero ese día no llegaron a El Morro. Ellos volaban. Fue 4-1, pero totalmente ilícito».La comisión antidopaje de la ANFP señaló que la suspensión del examen se debió a la ausencia de recursos para realizar el examen; sin embargo, la prensa informó de la presencia de más de 5 personas para realizar los exámenes en la Liguilla de Promoción celebrada semanas después en la ciudad de Antofagasta.

### Acusaciones de incentivos y soborno en Deportes Temuco
Durante el Torneo de Segunda División de 1991, Santibáñez dirigía a Deportes Temuco, que también se vio involucrado en una trama de incentivos y sobornos, cuando peleaba por el ascenso.  En la antepenúltima fecha, el equipo temuquense incentivo  al cuadro de Colchagua para que derrotara a Soinca Bata, quien aspiraba a obtener un cupo por el ascenso. Para la última fecha, el entrenador le solicitó una suma de dinero a la directiva para sobornar a Colchagua, estableciendo contacto con Valdir Pereira, quien jugaba para el equipo de la herradura y que en 1989 había defendido la camiseta del equipo albiverde. Además, se estableció contacto con el arquero Julio Sepúlveda, el defensa Santiago Gatíca y el delantero Juvenal Vargas, quien señaló su cuenta para que el dinero fuera depositado.
Llegado el día del partido, el estadio se encontraba lleno. Comenzando el encuentro, Santiago Gatica de Colchagua se fue expulsado, montando un show e insultando a la banca del equipo local, señalando que el partido estaba arreglado, a pesar de que él formaba parte del tinglado. Finalmente el partido terminó con un resultado a favor del equipo temuquense por 7-0, sumado a la caída de Huachipato ante Deportes Iquique y el empate de Soinca Bata ante Deportes Puerto Montt, permitieron que Temuco lograra trepar a la segunda posición, y por ende ascender a Primera División. El Pije incentivo tanto a Iquique como a Puerto Montt.
Días después, el entrenador de Colchagua José González fue alertado por la dueña de la pensión en que vivía Carlos Aguiar, jugador de su equipo, que este había tratado de pagarle una pequeña deuda con un cheque muy elevado. lo que llevó a González a hacer comentarios a la prensa sobre la situación. Un matutino de circulación nacional que pretendió seguir los acontecimientos, fue invitado por uno de los altos ejecutivos del medio, a bajar el perfil del caso, dado las buenas relaciones existentes entre estos y Santibáñez.

### Contrato a una bruja
En el torneo de Primera B de Chile 2001, Santibáñez dirigió al cuadro de Deportes Arica, que peleó el descenso durante todo el torneo. El técnico, con tal de salvar al equipo, contrató los servicios de una bruja. Arica terminó el torneo en el 14º puesto, por lo que se mantuvo en la categoría.

## Clubes

### Como entrenador
| Club                  | País    | Año       |
| --------------------- | ------- | --------- |
| Antofagasta Portuario | Chile   | 1966      |
| Trasandino            | Chile   | 1968      |
| Coquimbo Unido        | Chile   | 1969      |
| Unión San Felipe      | Chile   | 1970-1971 |
| Unión San Felipe      | Chile   | 1972      |
| Unión Española        | Chile   | 1973-1974 |
| Deportes Ovalle       | Chile   | 1974      |
| Unión Española        | Chile   | 1974-1977 |
| Selección de Chile    | Chile   | 1977-1982 |
| O'Higgins             | Chile   | 1978-1979 |
| Universidad Católica  | Chile   | 1981-1982 |
| Universidad de Chile  | Chile   | 1983      |
| Unión San Felipe      | Chile   | 1983      |
| O'Higgins             | Chile   | 1984      |
| Huachipato            | Chile   | 1985      |
| Barcelona             | Ecuador | 1985-1986 |
| Filanbanco            | Ecuador | 1987-1988 |
| Unión Española        | Chile   | 1988      |
| Deportes La Serena    | Chile   | 1989      |
| Santiago Wanderers    | Chile   | 1990      |
| Deportes Temuco       | Chile   | 1991-1992 |
| Everton               | Chile   | 1992      |
| Coquimbo Unido        | Chile   | 1993      |
| Liga de Portoviejo    | Ecuador | 1995      |
| Al Arabi              | Catar   | 2000      |
| Deportes Arica        | Chile   | 2001      |
| Fernández Vial        | Chile   | 2005      |

## Palmarés

### Campeonatos nacionales
| Título           | Club             | País    | Año  |
| ---------------- | ---------------- | ------- | ---- |
| Primera B        | Unión San Felipe | Chile   | 1970 |
| Primera División | Unión San Felipe | Chile   | 1971 |
| Primera División | Unión Española   | Chile   | 1973 |
| Primera División | Unión Española   | Chile   | 1975 |
| Primera División | Unión Española   | Chile   | 1977 |
| Primera División | Barcelona        | Ecuador | 1985 |
| Primera B        | Deportes Temuco  | Chile   | 1991 |

### Otros torneos nacionales
| Título                    | Club           | País  | Año  |
| ------------------------- | -------------- | ----- | ---- |
| Liguilla Pre-Libertadores | Unión Española | Chile | 1974 |
| Liguilla Pre-Libertadores | O'Higgins      | Chile | 1978 |
| Liguilla Pre-Libertadores | O'Higgins      | Chile | 1979 |
| Liguilla de Promoción     | Everton        | Chile | 1992 |

### Distinciones individuales
| Distinción                                                                                    | Año  |
| --------------------------------------------------------------------------------------------- | ---- |
| Incluido como entrenador en el equipo ideal del siglo de O'Higgins en votación de los hinchas | 1999 |
| Hijo Ilustre de Antofagasta                                                                   | 2012 |

## Muerte
El 25 de agosto de 2008 fue ingresado en el Hospital del Salvador de Santiago, afectado de un problema hepático generado por su obesidad, generándole fuertes dolores abdominales que lo llevaron a estar hospitalizado por cerca de dos semanas y en coma por varios días. Tras haber sido intervenido el 4 de septiembre para realizarse una biopsia al hígado, luego de la cual permaneció conectado a un ventilador mecánico, falleció el 5 de septiembre de 2008 a las 10:55 producto de dicha insuficiencia.